# خديجة معزز سلطان
خديجة معزز سلطان (حوالي 1629 ـ 1687) هي الزوجة الرئيسية الثانية للسلطان العثماني إبراهيم، ووالدة السلطان أحمد الثاني، غير أنها لم تحمل رسميًا لقب السلطانة الأم؛ إذ توفيت قبل تولي ابنها عرش السلطنة بأربع سنوات.